# Pavel Horák
Pavel Horák (ur. 28 listopada 1982 w Przerowie) – czeski piłkarz ręczny, reprezentant kraju, grający na pozycji lewego rozgrywającego. Od 2022 roku występuje w czeskiej drużynie HK Město Lovosice.

## Sukcesy
- zwycięstwo w Pucharze EHF (2011)